# Väinö Hakkarainen
Väinö Viljam Hakkarainen (ur. 2 maja 1932 w Kymi, ob. Kotka, zm. 17 kwietnia 2009 w Jyväskylä) – fiński zapaśnik walczący w stylu wolnym. Olimpijczyk z Melbourne 1956, gdzie zajął czternaste miejsce w kategorii do 67 kg.
Mistrz Finlandii w 1952 i 1953; drugi w 1951, w stylu wolnym.

## Letnie Igrzyska Olimpijskie 1956
| Konkurencja      | Rundy eliminacyjne   | Rundy eliminacyjne     | Klas. końcowa |
| Konkurencja      | Przeciwnik I         | Przeciwnik II          | Miejsce       |
| ---------------- | -------------------- | ---------------------- | ------------- |
| 67 kg styl wolny | Roger Bielle (FRA) P | Olle Anderberg (SWE) P | 14.           |